# Філібер Жак Мелотт
Філібер Жак Мелотт (29 січня 1880 — 30 березня 1961) — британський астроном, відомий відкриттям супутника Юпітера Пасіфе, астероїда 676 Мелітта, укладанням каталогу зоряних скупчень Мелотта.
Батьки Мелотта емігрували у Велику Британію з Бельгії.
У 1908 році він відкрив супутник Юпітера, сьогодні відомий як Пасіфе. Спочатку його позначали просто «Юпітер VIII», а в 1975 році він отримав свою нинішню назву. Астероїд головного поясу 676 Мелітта, єдиний відкритий ним астероїд, названий на честь аттичної форми грецького «Мелісса» — бджоли, але його схожість з іменем першовідкривача невипадкова.
Зоряне скупчення в сузір'ї Волосся Вероніки зазвичай позначається як Мелотт 111, оскільки воно було відмічене в каталозі зоряних скупчень Мелотта 1915 року, але було відсутнє в каталозі Мессьє та в Новому загальному каталозі, бо лише в 1938 році Роберт Трамплер довів, що воно є справжнім скупченням.
У 1909 році Мелотт був нагороджений медаллю Ганни Джексон-Гвілт Королівського астрономічного товариства. Збірка його робіт зберігається в бібліотеці Кембриджського університету.